# Fast ForWord
Fast ForWord ist ein Computerprogramm der Firma Scientific Learning. Das Programm soll schwachen Lesern in den Klassen 2–7 dabei helfen besser Lesen zu lernen. Durch Sprachspiele soll es den Schülern helfen, Laute besser zu unterscheiden und Laute in Buchstaben zu transferieren. 
Das Programm wurde unter Mitarbeit der Wissenschaftler Michael Merzenich und Bill Jenkins von der University of California, San Francisco und Paula Tallal und Steven Miller von der Rutgers University entwickelt. Das Programm wird an amerikanischen Schulen eingesetzt, um die Risikogruppe der schwachen Leser zu fördern. Es wird dort von über 120.000 Schülern benutzt. Es gibt eine englische und eine deutsche Version des Programms. Es ist in den USA, England, Irland und Deutschland erhältlich.

## Wissenschaftliche Debatte
Im Werk The Brain That Changes Itself werden einzelne Erfolgsgeschichten diskutiert. Andererseits konnten zwei wissenschaftliche Studien keinen Nutzen des Programms nachweisen. 

### Studie von Rouse und Krueger
512 Schülern der Klassen 3–6 wurde das Programm zur Verfügung gestellt. Bei den Schülern handelte sich um schwache Leser, die Schulen in ökonomisch deprivierten Schuldistrikten (Ghettos) besuchten.
Rose und Krueger beschreiben das Programm als wirkungslos. Die Schüler der Fast ForWord Gruppe lasen nicht besser oder schlechter als die Schüler der Kontrollgruppe.

### Studie von Borman et al.
415 Schüler aus Baltimore bekamen das Programm zur Verfügung gestellt. Es handelte sich um Schüler aus der Risikogruppe der schwachen Leser. 141 gingen in die zweite Klasse, 274 in die siebte Klasse. 
Es konnte kein nachweisbarer Nutzen des Programms festgestellt werden.